# Jotun
Jotun er en norsk multinational kemivirksomhed, der producerer maling og lak. Jotuns produkter produceres til en lang række formål. Koncernen har hovedkvarter i Sandefjord og blev etableret i 1926.